# Raymond Flacher
Raymond Flacher   (17è districte de París, 24 d'octubre de 1903 - Neuilly-sur-Seine, 4 de setembre de 1969) va ser un tirador d'esgrima francès que va competir durant la dècada de 1920.
El 1928 va prendre part en els Jocs Olímpics d'Amsterdam, on guanyà la medalla de plata en a competició de floret per equips del programa d'esgrima.